# 種田陽平
種田 陽平（1960年—），為日本大阪府出身的美術指導。

## 簡介
青年時期就讀武藏野美術大學油畫科，就學期間以繪畫助手的身份參與製作寺山修司執導的電影《上海異人娼館》。
從武藏野美術大學畢業後，首次擔任普遍級電影美術指導的電影為榎戶耕史執導的《倆人們》，之後在職業生涯中陸續以《不夜城》、《扶桑花女孩》、《有頂天大飯店》等電影拿下各美術大獎。
除擔任電影美術指導外，也從事各種廣告、美術展的創作，如曾於2010年舉辦將吉卜力工作室動畫《借物少女艾莉緹》故事中虛構的場景以實物呈現的美術展。

## 作品

### 參與電影

#### 美術指導身份
1984年
- 《變態家族 大哥的妻子》：周防正行執導

1986年
- 《1/2 MENSCH 半人類 Einstürzende Neubauten》：石井聰亙執導

1988年
- 《倆人們》：榎戶耕史執導

1989年
- 《Juliet Game》：鴻上尚史執導
- 《僅只5克》：太田圭執導

1994年
- 《SMAP初夏》：齋藤久志執導
- 《赤裸特工女ZERO WOMAN》：榎戶耕史執導

1995年
- 《Romance》：長崎俊一執導

1996年
- 《燕尾蝶》：岩井俊二執導

1997年
- 《香港大夜總會》：渡邊孝好執導

1998年
- 《DOGS》：長崎俊一執導
- 《不夜城》：李志毅執導

1999年
- 《死國》：長崎俊一執導
- 《千年旅人》辻仁成執導

2000年
- 《白佛》：辻仁成執導

2001年
- 《Filament》：辻仁成執導
- 《冷靜與熱情之間》：中江功執導

2002年
- 《追殺比爾》上集：昆汀·塔倫提諾執導
- 《攻殼機動隊2 INNOCENCE》：押井守執導動畫

2003年
- 《69 sixty nine》：李相日執導
- 《花與愛麗絲》：岩井俊二執導

2004年
- 《現在，很想見你》：土井裕泰執導

2005年
- 《詭絲》：蘇照彬執導
- 《有頂天大飯店》：三谷幸喜執導

2007年
- 《昴─Subaru》：李志毅執導
- 《魔幻時刻》：三谷幸喜執導
- 《怪談》：中田秀夫執導
- 《扶桑花女孩》：李相日執導

2008年
- 《櫻之桃與蒲公英》：根岸吉太郎執導
- 《空氣人形》：是枝裕和執導
- 《阿馬爾菲 女神的報酬》：西谷弘執導

2009年
- 《惡人》：李相日執導

2011年
- 《賽德克·巴萊》：魏德聖執導
- 《鬼壓床了沒》：三谷幸喜執導
- 《金陵十三釵》：張藝謀執導
- 《銅雀台》：趙林山執導

2012年
- 《太極俠》：基努·李維執導

2013年
- 《清須會議》：三谷幸喜執導

2014年
- 《回憶中的瑪妮》：米林宏昌執導

#### 其它身份
1990年
- 《稻村珍》：由桑田佳祐執導；擔任作品角色設計。
- 《喜歡！》：由渡邊孝好執導；擔任繪畫製作。

1999年
- 《雙生兒》：由塚本晉也執導；擔任片中美術製作。

2006年
- 《夜間遠足》：由長澤雅也執導；擔任概念設計。
- 《日本沉沒》：由樋口真嗣執導；負責美術顧問。

2009年
- 《魔女的約定》：由長崎俊一執導；擔任片中美術監修。
- 《BANDAGE》：由小林武史執導；為片品裡美術總監。

2024-2026年
- 《臺灣三部曲》：由魏德聖執導，擔任片中藝術總監
  - 2024年－《首部曲：火焚之軀》
  - 2025年－《二部曲：鯨骨之海》
  - 2026年－《三部曲：應許之地》

### 電視作品
2001年
- 《夫妻相聲》：TBS電視台影劇；擔任美術規劃。
- 《嫉妒女人香》：朝日電視台影劇；負責影像設計。

2002年
- 《私家偵探濱麥克》：讀賣電視台影劇；參與概念設計。

2006年
- 《村上龍寒武紀宮》：東京電視台談話性質節目；為節目的美術指導與設置處理。

### 產品廣告
2005
- 日清食品：日清炒麵
- 朝日飲料：綠茶
- 麒麟啤酒：生啤酒系列
- UCC上島咖啡：無糖口味黑咖啡
- 美國運通

2006年
- 麒麟啤酒：生啤酒系列

2007年
- 七寶啤酒：啤酒系列

2008年
- NTT DoCoMo：電信方案系列
- 花王株式會社：清潔乳液
- 好侍食品：爪哇口味咖哩
- 2016年奧運申辦宣傳廣告

### 舞台美術設計
2000年
- 《準備迎接》：由齋藤久志所創作舞台劇。

2004年
- 《兩個女兵》：由坂手洋二所創作舞台劇。

2011年
- 《Bejji Pardon》：由三谷幸喜所創作舞台劇。

### 展覽
2000年
- 《Town for the FILMSーFrom City into Village，Japanese Film Architecture by Yohei Taneda》：於荷蘭鹿特丹展出。
- 《Towards Totalscape》：於荷蘭鹿特丹展出。

2001年
- 《冷靜與熱情之間視覺藝術展》：東京都台場展出。

2004年
- 《INNOCENCE：都市的情景展 Scenery of Cities from INNOCENCE》：於六本木新城展出。
- 《Bravo SASEBO Festival》：長崎縣佐世保市展出。

2007年～2009年
- 《夏季祝祭劇場 燈會的祭典 Fantomatico！》：長崎縣佐世保市舉辦。

2008年
- 《小小的博物美術館》：吉卜力美術館舉辦。

2010年
- 《TANEDA'S COOLSINGEL CUBE》：於荷蘭鹿特丹展出。
- 《借物少女艾莉緹 x 種田陽平展》：東京都現代美術館展出。

2011年
- 《借物少女艾莉緹 x 種田陽平展》：愛媛縣、兵庫縣、新潟縣巡迴舉辦。

2014年
- 《回忆中的玛妮 x 種田陽平展》

### 其它作品
- 東京都麻布十番「bar LEM」：店鋪設計。
- CHUNSOFT電子遊戲《恐怖驚魂夜2 監獄島之歌》：美術指導。
- 影音產品《中島美雪 夜會Vol.7 2/2》、《中島美雪 夜會Vol.8 提問的她》：美術指導。
- NEW DESIGN PARADISE「No.13 將棋」：產品設計。

## 榮譽
- 1996年第20屆日本電影金像獎：以《燕尾蝶》奪得優秀美術獎。
- 1999年第18屆香港電影金像獎：以《不夜城》奪得最佳美術指導獎。
- 1998年第22屆日本電影金像獎：以《不夜城》奪得優秀美術獎。
- 2006年第61屆每日電影獎：以《扶桑花女孩》奪得優秀美術獎。
- 2006年第30屆日本電影金像獎：以《有頂天大飯店》奪得優秀美術獎。
- 2008年第32屆日本電影金像獎：以《魔幻時刻》奪得優秀美術獎。
- 2009年第3屆亞洲電影大獎：以《魔幻時刻》獲美術獎提名。
- 2009年第59屆藝術選獎：分別以《空氣人形》及《櫻之桃與蒲公英》奪得文部科學大臣獎。
- 2009年第33屆日本電影金像獎：以《櫻之桃與蒲公英》奪得最優秀美術獎。
- 2009年第64屆每日電影獎：以《櫻之桃與蒲公英》奪得優秀美術獎。
- 2010年第34屆日本電影金像獎：以《惡人》奪得優秀美術獎。
- 2011年第48屆金馬獎：以《賽德克·巴萊》獲最佳美術設計提名。
- 2015年第52屆金馬獎：以《捉妖記》獲最佳美術設計提名。
- 以《追殺比爾》上集獲美國美術指導協會的最優秀美術獎提名。

## 個人著書
- 《TOWN for the FILMS》：1997年由角川書店出版。
- ：2002年由CHUNSOFT出版。
- ：2002年由世界文化社出版。
- 《INNOCENCE The Official Art Book》：2004年由德間書店出版。
- ：2007年由Media Factory出版。
- 《TRIP for the FILMS》：2008年由角川書店出版。
- ：2009年由小學館出版。
- ：2010年由日本電視台放送網出版。

## 外部連結
- 「YOHTA-design」種田陽平的官方網站 （页面存档备份，存于）